# Gilpinia laricis
Gilpinia laricis är en stekelart som först beskrevs av Louis Jurine 1807.
Gilpinia laricis ingår i släktet Gilpinia och familjen barrsteklar. Arten är reproducerande i Sverige.